# John Gilbert Baker
John Gilbert Baker, född 1834, död 1920, var en brittisk botaniker. Han var far till botanikern Edmund Gilbert Baker.
Baker arbetade på ett bibliotek och på Royal Botanic Gardens, Kew mellan 1866 och 1899, där han bland annat tog hand om dess herbarium. Han skrev även handböcker om ett antal växtfamiljer, bland annat Amaryllidaceae, Bromeliaceae, Iridaceae, Liliaceae, och ormbunkar.
Han publicerade bland annat verken Flora of Mauritius and the Seychelles (1877) och Handbook of the Irideae (1892). Auktorsnamnet Baker kan användas för John Gilbert Baker i samband med ett vetenskapligt namn inom botaniken; se Wikipediaartiklar som länkar till auktorsnamnet.